# Hasandaha
Hasandaha (nep. हसनदह) – gaun wikas samiti we wschodniej części Nepalu w strefie Kośi w dystrykcie Morang. Według nepalskiego spisu powszechnego z 2001 roku liczył on 2158 gospodarstw domowych i 10 767 mieszkańców (5557 kobiet i 5210 mężczyzn).